# Stade Carlos-Salazar-Hijo
Le stade Carlos-Salazar-Hijo est l'un des plus grands stades du Guatemala avec une capacité de 10 000 spectateurs.
Il est situé à Mazatenango.